# Pherbellia evittata
Pherbellia evittata är en tvåvingeart som först beskrevs av Malloch 1933.  Pherbellia evittata ingår i släktet Pherbellia och familjen kärrflugor. Inga underarter finns listade i Catalogue of Life.